# Hasseldvärgmal
Hasseldvärgmal (Stigmella floslactella) är en fjärilsart som först beskrevs av Adrian Hardy Haworth 1828.  Hasseldvärgmal ingår i släktet Stigmella, och familjen dvärgmalar. Arten är reproducerande i Sverige.

## Bildgalleri

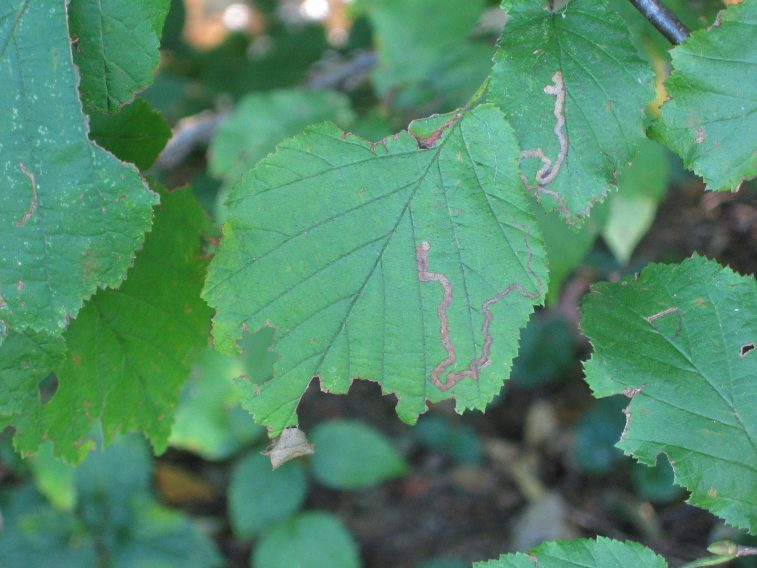